# Драфт НБА 1989
Драфт НБА 1989 року відбувся 27 червня в Нью-Йорку. Його вважають одним із найгірших драфтів в історії НБА. 8 із перших 10 гравців виявилися великими перебільшеннями, зокрема перші два номери вибору Первіс Еллісон і Денні Феррі. Однак, з'явилися і талановиті гравці, такі як Шон Кемп, Глен Райс, Шон Елліотт, Нік Андерсон, Дейна Баррос, Тім Гардавей, Владе Дівац, Кліфф Робінсон,  Бі Джей Армстронг і Мукі Блейлок. Кількість раундів зменшилася з трьох раундів до двох, якою залишається і донині.
Уперше драфт показували на національному телебаченні в прайм-тайм.

## Драфт
| РЗ | Розігруючий захисник | АЗ | Атакувальний захисник | ЛФ | Легкий форвард | ВФ | Важкий форвард | C | Центровий |

| ^ | Позначає гравців, обраних у Баскетбольну залу слави Нейсміта                                                        |
| * | Позначає гравців, які взяли участь принаймні в одній грі матчу всіх зірок НБА і потрапили до Збірної всіх зірок НБА |
| + | Позначає гравців, які взяли участь принаймні в одній грі матчу всіх зірок НБА                                       |
| x | Позначає гравців, які принаймні один раз потрапили до Збірної всіх зірок НБА                                        |
| # | Позначає гравців, які жодного разу не грали в регулярному сезоні НБА або плей-оф                                    |

## Перший раунд

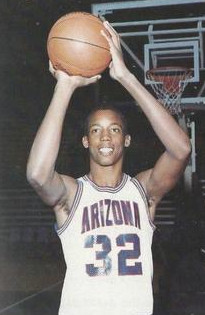
Шон Елліот, 3-й вибір

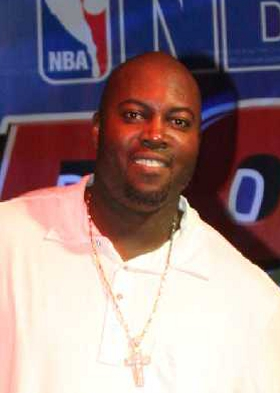
Глен Райс, 4-й вибір

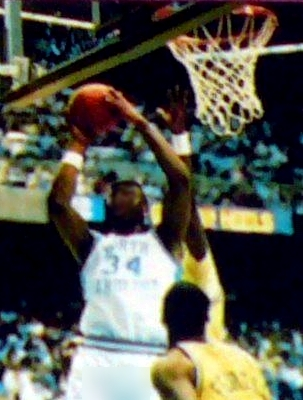
Джей Ар Рід, 5-й вибір

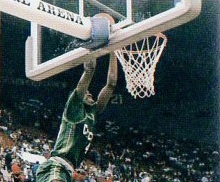
Шон Кемп, 17-й вибір

| Вибір | Гравець                 | Громадянство | Команда НБА                                        | Школа/Клуб                                |
| ----- | ----------------------- | ------------ | -------------------------------------------------- | ----------------------------------------- |
| 1     | Первіс Еллісон (PF)     | США          | Сакраменто Кінґс                                   | Луїсвілл (Ср.)                            |
| 2     | Денні Феррі (PF)        | США          | Лос-Анджелес Кліпперс                              | Дьюк (Ср.)                                |
| 3     | Шон Елліотт+ (SF/SG)    | США          | Сан-Антоніо Сперс                                  | Аризона (Ср.)                             |
| 4     | Глен Райс* (SF)         | США          | Маямі Гіт                                          | Мічиган (Ср.)                             |
| 5     | Джей Ар Рід (PF/C)      | США          | Шарлотт Горнетс                                    | Північна Кароліна (Дж.)                   |
| 6     | Стейсі Кінг (C)         | США          | Чикаго Буллз (від Нью-Джерсі)                      | Оклахома (Ср.)                            |
| 7     | Джордж Маклауд (SG/SF)  | США          | Індіана Пейсерз                                    | Флорида Стейт (Ср.)                       |
| 8     | Ренді Вайт (PF)         | США          | Даллас Маверікс                                    | Луїзіана Тек (Ср.)                        |
| 9     | Том Гаммондс (PF/C)     | США          | Вашингтон Буллетс                                  | Джорджия Тек (Ср.)                        |
| 10    | Пух Річардсон (PG)      | США          | Міннесота Тімбервулвз                              | УКЛА (Ср.)                                |
| 11    | Нік Андерсон (SF/SG)    | США          | Орландо Меджик                                     | Іллінойс (Дж.)                            |
| 12    | Мукі Блейлок+ (PG)      | США          | Нью-Дже́рсі Нетс (від Портленд)                     | Оклахома (Ср.)                            |
| 13    | Майк Сміт (PF)          | США          | Бостон Селтікс                                     | УБЯ (Дж.)                                 |
| 14    | Тім Гардавей* (PG)      | США          | Голден-Стейт Ворріорс                              | УТЕП (Ср.)                                |
| 15    | Тодд Лічті (SG)         | США          | Денвер Наггетс                                     | Стенфорд (Ср.)                            |
| 16    | Дейна Баррос+ (PG)      | США          | Сіетл Суперсонікс (від Х'юстон через Голден-Стейт) | Бостонський коледж (Ср.)                  |
| 17    | Шон Кемп* (PF/C)        | США          | Сіетл Суперсонікс (від Філадельфія)                | Trinity Valley CC                         |
| 18    | Бі Джей Армстронг+ (PG) | США          | Чикаго Буллз                                       | Айова (Ср.)                               |
| 19    | Кенні Пейн (PF)         | США          | Філадельфія Севенті-Сіксерс (від Сіетл)            | Луїсвілл (Ср.)                            |
| 20    | Джефф Сандерс (PF/C)    | США          | Чикаго Буллз (від Мілвокі через Сіетл)             | Georgia Southern (Ср.)                    |
| 21    | Блу Едвардс (SF/SG)     | США          | Юта Джаз                                           | East Carolina (Ср.)                       |
| 22    | Байрон Ірвін (SG)       | США          | Портленд Трейл-Блейзерс (від Нью-Йорк)             | Міссурі (Ср.)                             |
| 23    | Рой Марбл (SG/SF)       | США          | Атланта Гокс                                       | Айова (Ср.)                               |
| 24    | Ентоні Кук (PF/C)       | США          | Фінікс Санз (проданий у Детройт)                   | Аризона (Ср.)                             |
| 25    | Джон Мортон (PG)        | США          | Клівленд Кавальєрс                                 | Сетон Голл (Ср.)                          |
| 26    | Владе Дівац+ (C)        | Югославія    | Лос-Анджелес Лейкерс                               | Партизан (баскетбольний клуб) (Югославія) |
| 27    | Кенні Баттл (PF)        | США          | Детройт Пістонс (проданий у Фінікс)                | Іллінойс (Ср.)                            |

## Другий раунд
| Вибір | Гравець                | Громадянство | Команда НБА                 | Школа/Клуб            |
| ----- | ---------------------- | ------------ | --------------------------- | --------------------- |
| 28    | Шерман Даглас (G)      | США          | Маямі Гіт                   | Сірак'юс (Ср.)        |
| 29    | Дайрон Нікс (F)        | США          | Шарлотт Горнетс             | Теннессі (Ср.)        |
| 30    | Френк Корнет (F)       | США          | Мілвокі Бакс                | Вандербілт (Ср.)      |
| 31    | Джефф Мартін (G)       | США          | Лос-Анджелес Кліпперс       | Мюррей Стейт (Ср.)    |
| 32    | Стенлі Бранді (F)      | США          | Нью-Дже́рсі Нетс             | Де Пол (Ср.)          |
| 33    | Джей Едвардс (G)       | США          | Лос-Анджелес Кліпперс       | Індіана (Соф.)        |
| 34    | Гарі Леонард (C)       | США          | Міннесота Тімбервулвз       | Міссурі (Ср.)         |
| 35    | Пет Дерем (F)          | США          | Даллас Маверікс             | Колорадо Стейт (Ср.)  |
| 36    | Кліфф Робінсон+ (PF/C) | США          | Портленд Трейл-Блейзерс     | Коннектикут (Ср.)     |
| 37    | Майкл Анслі (F)        | США          | Орландо Меджик              | Алабама (Ср.)         |
| 38    | Даг Вест (G/F)         | США          | Міннесота Тімбервулвз       | Вілланова (Ср.)       |
| 39    | Ед Гортон (PF/C)       | США          | Вашингтон Буллетс           | Айова (Ср.)           |
| 40    | Діно Раджа (PF)        | Югославія    | Бостон Селтікс              | Спліт (Югославія)     |
| 41    | Даг Рот (C)            | США          | Вашингтон Буллетс           | Теннессі (Ср.)        |
| 42    | Майкл Катрайт (SG)     | США          | Денвер Наггетс              | Макніз Стейт (Ср.)    |
| 43    | Чакі Браун (PF)        | США          | Клівленд Кавальєрс          | НК Стейт (Ср.)        |
| 44    | Реджі Кросс (PF)       | США          | Філадельфія Севенті-Сіксерс | Гаваї (Ср.)           |
| 45    | Скотт Гаффнер (G)      | США          | Маямі Гіт                   | Evansville (Ср.)      |
| 46    | Рікі Блентон (F)       | США          | Фінікс Санз                 | ЛСЮ (Ср.)             |
| 47    | Реджі Тернер (SF)      | США          | Денвер Наггетс              | УАБ (Ср.)             |
| 48    | Джуні Льюїс (PG)       | США          | Юта Джаз                    | South Alabama (Ср.)   |
| 49    | Гейвуд Воркмен (G)     | США          | Атланта Гокс                | Орал Робертс (Ср.)    |
| 50    | Браян Квіннетт (F)     | США          | Нью-Йорк Нікс               | Вашингтон Стейт (Ср.) |
| 51    | Майк Моррісон (G)      | США          | Фінікс Санз                 | Loyola (MD) (Ср.)     |
| 52    | Грег Грант (G)         | США          | Фінікс Санз                 | Trenton State (Ср.)   |
| 53    | Джефф Годж (SG)        | США          | Даллас Маверікс             | South Alabama (Ср.)   |
| 54    | Тоні Мак (SG)          | США          | Філадельфія Севенті-Сіксерс | Джорджия (Ср.)        |

1. ↑  Громадянство означає національну збірну гравця, або яку країну він представляє. Якщо гравець не грав на міжнародному рівні, тоді цей пункт означає за збірну якої країни він може грати за правилами FIBA.